# Morro do Franciscão
O Morro do Franciscão é uma elevação portuguesa localizada no concelho de Santa Cruz das Flores, ilha das Flores, arquipélago dos Açores.
Este acidente geológico tem o seu ponto mais elevado a 435 metros de altitude acima do nível do mar. Nas imediações encontram-se as localidades da Lagoa e a localidade da Alagoa, além da Tapada Nova e da Ribeira do Cascalho que depois de passar quase no sopé desta elevação vai desaguar na zona da Alagoa, quase em frente ao Ilhéu da Alagoa.